# Миклош Лендваји
Миклош Лендваји (мађ. Lendvai Miklós; Залаегерсег, 7. април 1975 — 20. фебруар 2023) био је мађарски професионални фудбалер који је играо на позицији дефанзивног везног.

## Каријера

### Клуб
Лендваи је играо за неколико клубова мађарске прве лигекао што су Залаегерсег, Ференцварош и Ђер ЕТО ФК. Играо је и за француски Бордо и швајцарски ФК Лугано. Провео је неколико година у Белгији играјући за К.Ф.К. Верброедеринг Гел, К.Ф.К. Герминал Бирчхот и Р. Шарлерои С.К. Такође је играо на Кипру за Арис Лимасол. Коначно се вратио у Мађарску и играо за клубове у нижим лигама.
Миклош Лендваји је започео каријеру у ЗТЕ-у 1991. године, а његов таленат су уочили људи из француског клуба из Бордоа, који су га ангажовали. Није успео да се истакне као доминантан играч, па је након кратког периода потписао за Лугано из Швајцарске. Вративши се у Мађарску, постао је део тима Ференцварођа. Од 1999. до 2004. године, играо је у иностранству, у Белгији и на Кипру.
Касније је играо за Ђер и Залаегерсег, али када није пронашао своју форму, ЗТЕ је раскинуо уговор са њим у пролеће 2007. године. Потом је у НБ III лиги преузео менаџерске дужности као тренер играча у Шопрони ВШЕ, а затим је исту улоги имао и у Андрашхиду за сезону 2007-2008.
Објавио је повлачење у јануару 2008. године из здравствених и породичних разлога, изјавивши да напушта спорт и тежи успеху у пословном свету. На месту тренера Андрашхида ШК наследио га је Имре Ковач.
После годину дана паузе, у јануару 2009. прихватио је позив трећелигаша Таполца.

### Репрезентација
За репрезентацију Мађарске је играо 23 пута и није постигао гол. Био је члан репрезентације Мађарске која се квалификовала за Олимпијске игре 1996. године.

### Тренер
Лендваи је водио екипу Андрашхида СК, Залаегерсег ТЕ и Хевиз ФК.
Године 2014. именован је за управника Залаегерсега, након оставке Емила Леринцза. Дана 5. априла 2015. жестоко је критиковао своје играче након што је изгубио меч на националном првенству друге лиге против Шиофока.
Године 2016. дао је оставку на место менаџера Хевиза, иако је са клубом освојио првенство жупаније I.

## Приватни живот и смрт
Лендваи је био ожењен и имао петоро деце.
Године 2018. године откривено је да је завршио менаџерску каријеру и да ради као грађевински радник. Немзети Спорт је 2021. објавио да Лендвај више није заинтересован за фудбал.
Лендваи је умро 20. фебруара 2023. у 47. години. Узрок његове смрти полиција није потврдила, али је, према извештајима штампе, извршио самоубиство. Његов бивши саиграч у Ференцварошу, Ото Винце, опростио се на свом Инстаграм профилу рекавши „Зашто је то урадио?“ 24. фебруара 2023. откривено је да је извршио самоубиство.
Дана 25. фебруара 2023, Рикардо Мониз, менаџер Залаегершега, одао је почаст Лендвају тако што је победио Фехервар у прволигашкој сезони 2022-23.
Дана 26. фебруара 2023., навијачи Р. Шарлероја С.Ц.-а одали су почаст Лендвају огромном драперијом на 27. мечу утакмице Белгијске Про лиге 2022–23 против Синт-Триденс В.В.